# 共鳴のTrue Force
「共鳴のTrue Force」（きょうめいのトゥルーフォース）は、原田ひとみの楽曲。LINDENが作詞、井内舞子が作曲編曲を手掛け、テレビアニメ『精霊使いの剣舞』オープニングテーマに起用された。
原田の7枚目のシングルとして2014年7月23日にメディアファクトリーから発売された。

## 概要
- 表題曲のPVは本人の初アルバム『glanzend』初回限定盤に収録。

## シングル収録曲
1. 共鳴のTrue Force
  - 作詞：LINDEN、作曲・編曲：井内舞子
2. 夜明け星
  - 作詞：三澤秋、作曲：yamazo
3. 共鳴のTrue Force（w/o hitomi）
4. 夜明け星（w/o hitomi）